# Porreres
Porreres (em catalão e oficialmente; em castelhano: Porreras) é um município da Espanha na ilha de Maiorca, comunidade autónoma das Ilhas Baleares. Tem 86,84 km² de área e em 2021 tinha 5 624 habitantes (densidade: 64,7 hab./km²).

## Demografia
| Variação demográfica do município entre 1991 e 2004 [carece de fontes?] | Variação demográfica do município entre 1991 e 2004 [carece de fontes?] | Variação demográfica do município entre 1991 e 2004 [carece de fontes?] | Variação demográfica do município entre 1991 e 2004 [carece de fontes?] |
| ----------------------------------------------------------------------- | ----------------------------------------------------------------------- | ----------------------------------------------------------------------- | ----------------------------------------------------------------------- |
| 1991                                                                    | 1996                                                                    | 2001                                                                    | 2004                                                                    |
| 4388                                                                    | 4217                                                                    | 4069                                                                    | 4519                                                                    |